# Sumi Yasuo
Yasuo Sumi (japanisch 鷲見 康夫 Sumi Yasuo; * 11. April 1925 in Osaka; † 12. Oktober 2015 in Itami) war ein japanischer Avantgarde-Künstler und Mitglied der einflussreichen Gutai Art Association, die in den 1950er Jahren die Grenzen der Kunst neu definierte.

## Leben
Ursprünglich studierte Yasuo Sumi Wirtschaftswissenschaften an der Kansai- und Ritsumeikan-Universität und hatte keine formale künstlerische Ausbildung. Seine Laufbahn als Künstler begann 1954, als er durch Shōzō Shimamoto, einen Mitbegründer der Gutai-Bewegung, zum Malen inspiriert wurde.

## Gutai
Die Gutai-Gruppe wurde 1954 unter der Leitung von Jirō Yoshihara  gegründet und strebte danach „noch nie Gesehenes“ zu schaffen. Yasuo Sumi trat der Gruppe 1955 bei und nahm an allen bedeutenden Gutai-Ausstellungen teil. Seine Arbeiten wurden durch internationale Avantgarde-Bewegungen beeinflusst, insbesondere durch Art Informel und von dem französischen Kunsttheoretiker Michel Tapié.

## Spätere Jahre
Nach der Auflösung der Gutai-Gruppe 1972 setzte Yasuo Sumi seine künstlerische Praxis fort. Er war auch als Lehrer tätig und zeigte seine Werke weltweit, einschließlich Ausstellungen bei der Biennale in Venedig (1993, 2007) und der Guggenheim-Ausstellung Gutai: A Splendid Playground im Jahr 2013. Seine Werke wurden in renommierten Museen wie dem Nationalmuseum für moderne Kunst Tokio und dem National Museum of Art in Osaka präsentiert.

## Werk
Yasuo Sumi war bekannt für seine experimentellen und impulsiven Techniken, die traditionelle Kunstkonventionen ablehnten. Er benutzte ungewöhnliche Werkzeuge wie den japanischen Abakus (Soroban), Ölpapierschirme, Holzsandalen (Geta) oder sogar Vibrationsgeräte, um Farben auf die Leinwand zu bringen. Sein Ziel war es, die Idee des Malens selbst zu hinterfragen und die menschliche Spontaneität und Energie auszudrücken. Yasuo Sumi selbst beschrieb seine künstlerische Philosophie mit den Begriffen Verzweiflung (Yakekuso), Frivolität (Fumajime) und Verantwortungslosigkeit (Charamporan). 
„Verzweiflung bedeutet einen Zustand, in dem mein Geist völlig frei ist. Ich werde unendlich wie mein Talent. Frivolität ist die Ablehnung der Vergangenheit. Es bedeutet, alle Regeln der menschlichen Gesellschaft abzulehnen oder zu vernachlässigen. Und es bedeutet nichts weniger als Zukunft. Verantwortungslosigkeit ist eine Rückkehr zur Menschlichkeit, denke ich. ... Verzweiflung, Leichtsinn und Verantwortungslosigkeit sind wirklich menschlich, und ich suche nach solchen Werten“, sagte Sumi.
Yasuo Sumis Arbeiten sind eine einzigartige Mischung aus experimenteller Technik und philosophischer Tiefe und bleiben ein zentraler Beitrag zur Avantgarde-Kunst der Nachkriegszeit.